# Гипертензия белых халатов
Гипертензи́я «бе́лых хала́тов», или синдром «белого халата» — повышение кровяного давления во время его измерения. При внеофисных измерениях, например при домашнем мониторировании, давление у таких людей оказывается существенно ниже, чем в присутствии врача или медсестры. Подъём давления происходит вследствие стресса, возникающего у лиц с «неустойчивой» нервной системой при обращении к врачу.

## Лечение
Подобная психологическая реакция не требует лечения, однако пациент должен быть предупреждён об опасности развития болезни почек или увеличении левого желудочка сердца вследствие резких скачков давления.